# Callopistria olivaceopicta
Callopistria olivaceopicta là một loài bướm đêm trong họ Noctuidae.